# Beyond the City
Beyond the City è un cortometraggio muto del 1914 sceneggiato e diretto da Sydney Ayres.

## Produzione
Il film fu prodotto dall'American Film Manufacturing Company.

## Distribuzione
Distribuito dalla Mutual Film, il film - un cortometraggio in una bobina - uscì nelle sale cinematografiche USA il 20 maggio 1914.